# Macroom

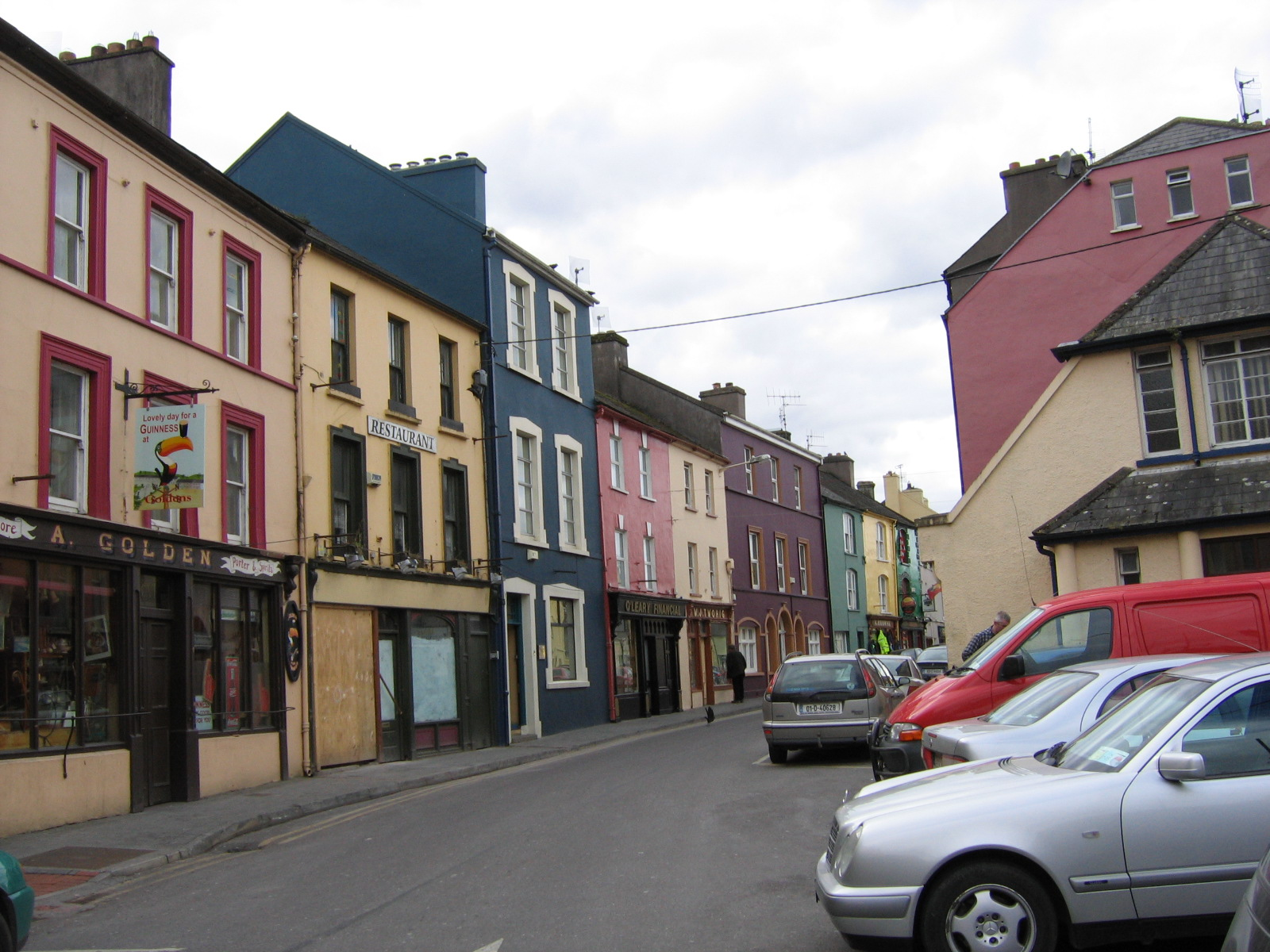
Straßenbild in Macroom (2005)

Macroom (irisch Maigh Chromtha) ist eine Stadt im County Cork im Südwesten Irlands. Der irische Name Maigh Chromtha hat möglicherweise die Bedeutung „bucklige Ebene“, kann sich aber auch auf Crom Cruach beziehen, eine vorchristliche irische Gottheit.
Bei der Volkszählung 2022 hatte Macroom 4096 Einwohner.

## Geschichte
Im 12. Jahrhundert wurde Macroom Castle erbaut.
Im Neunjährigen Krieg (1594–1603) und in den Irischen Konföderationskriegen (1641–1653) wurde Macroom von englischen Truppen verwüstet. Im Jahr 1650 kam in der Nähe des Ortes zur Schlacht von Macroom.

## Verkehr
Macroom liegt auf der N22 zwischen Cork City und Killarney in einem Tal am River Sullane, einem Zufluss des River Lee. Von Killarney ist Macroom in südöstlicher Richtung 48 km entfernt, von Cork City in westlicher Richtung 38 km. Mit Cork City besteht arbeitstäglich eine stündliche Busverbindung. An den Schienenverkehr in Irland ist der Ort nicht mehr angeschlossen; zum Flughafen Cork beträgt die Entfernung etwa 45 km.
Im Dezember 2022 wurde der erste, 8 km lange Teil einer Ortsumgehung eröffnet, die Macroom von dem bisherigen starken Durchgangsverkehr entlasten soll.

## Sehenswürdigkeiten
Ein wesentlicher Erwerbszweig ist der Tourismus. Die Hauptsehenswürdigkeiten sind Macroom Castle und der für die Rhododendronblüte im Mai und Juni bekannte Stadtpark. Wenige Kilometer weiter nordöstlich findet sich in Knocknakilla, zwischen Macroom und Millstreet, der Wedge Tomb von Bealick, ein Megalith-Komplex aus der Jungsteinzeit.

## Persönlichkeiten
- T. C. Murray (1873–1959), Dramatiker
- Philip O’Donoghue (1896–1987), Richter am Europäischen Gerichtshof für Menschenrechte
- Siobhán Vernon (1932–2002), Mathematikerin und Hochschullehrerin
- Michael Creed (* 1963), Politiker, Landwirtschaftsminister (2017–2020)
- Bambie Thug (* 1993), Person, die mit Musik bekannt wurde und für Irland beim Eurovision Song Contest 2024 teilnimmt